# Lindernia monticola
Lindernia monticola é uma espécie botânica do gênero Lindernia pertencente à família Linderniaceae.